# Porcellio tentaculatus
Porcellio tentaculatus là một loài chân đều trong họ Porcellionidae. Loài này được Natividade-Vieira miêu tả khoa học năm 1982.